# Sticherus boliviensis
Sticherus boliviensis là một loài dương xỉ trong họ Gleicheniaceae. Loài này được Maxon & C.V. Morton J. Gonzales mô tả khoa học đầu tiên năm 2011.